# 咸通
咸通（860年十一月—874年十一月）是唐懿宗李漼的年號，共计15年。
咸通十四年七月唐僖宗李儇即位沿用。

## 改元
- 大中十四年——十一月二日，改元咸通元年。[2][3][4]
- 咸通十四年——七月十九日，唐懿宗崩，唐僖宗繼位。[5][6][7]
- 咸通十五年——十一月五日，改元乾符元年。[5][6][7]

## 大事記
咸通3年(862年)，徐州武寧軍的銀刀軍再次作亂，驅逐節度使溫璋，皇帝派遣大將王式率忠義、義成兩軍前往徐州鎮壓叛亂，並將銀刀軍全數誅殺，徐州安定。

## 出生
- 咸通三年（862年）：唐僖宗，唐朝第十八位皇帝。唐懿宗第五子。873年－888年在位，在位15年，死後諡號為惠聖恭定孝皇帝。

## 紀年
| 咸通 | 元年   | 二年   | 三年   | 四年   | 五年   | 六年  | 七年  | 八年  | 九年  | 十年  |
| ---- | ------ | ------ | ------ | ------ | ------ | ----- | ----- | ----- | ----- | ----- |
| 公元 | 860年  | 861年  | 862年  | 863年  | 864年  | 865年 | 866年 | 867年 | 868年 | 869年 |
| 干支 | 庚辰   | 辛巳   | 壬午   | 癸未   | 甲申   | 乙酉  | 丙戌  | 丁亥  | 戊子  | 己丑  |
| 咸通 | 十一年 | 十二年 | 十三年 | 十四年 | 十五年 |       |       |       |       |       |
| 公元 | 870年  | 871年  | 872年  | 873年  | 874年  |       |       |       |       |       |
| 干支 | 庚寅   | 辛卯   | 壬辰   | 癸巳   | 甲午   |       |       |       |       |       |

## 同期存在的其他政权年号
- 中國
  - 建極（860年－877年）：南詔—世隆之年號
- 日本
  - 貞觀（859年－877年）：平安時代—清和天皇、陽成天皇之年號

## 參看
- 中國年號索引